# Vogelschutzgehölz Pechbusch
Das Vogelschutzgehölz Pechbusch ist ein Naturdenkmal am Nordrand der Gemarkung Darmstadt.

## Geomorphologie
Das Vogelschutzgehölz Pechbusch ist als Binnendüne der Rest einer Flugsanddüne. Die Düne wurde am Ende der Weichseleiszeit im kalten Tundrenklima durch Sandaufwehungen aus pleistozänem Flugsand gebildet.

## Fauna
Das Areal ist ein zoologisches Naturdenkmal.
Im Frühjahr ist der Pechbusch ein beliebtes Feuchtbiotop für Kiebitze.

## Flora
Das Vogelschutzgehölz Pechbusch lässt sich in verschiedene Vegetationseinheiten untergliedern:
1. Birken
2. Eichen
3. Vogel-Kirschen
4. Zitterpappeln
5. schwarzer und roter Holunder
6. Deutsches Geißblatt
7. Pfriemengras-Steppenrasen
8. lockere Silbergras-Trockenrasen
9. xerothermer Pfriemengras-Trockenrasen

Auf dem Areal gibt es mehrere Teiche mit Röhricht.

## Naturdenkmal
Seit 1954 ist die Düne ein Naturdenkmal. Schutzgrund ist die Erhaltung des Brut- und Lebensraums für Vögel sowie Schutz und Erhaltung der Düne. Auf dem Areal sind zahlreiche Pflanzenarten vorhanden, die geschützt, schützenswert oder gefährdet sind.

## Toponyme
Folgende historische Namen sind bekannt:
- seit 1766: Hinterm Pechofen
- seit 1766: Hinterm Pechbusch

## Etymologie
Pechofen ist ein Kompositum mit dem Bestimmungswort ahd. peh, beh und mhd. bech, pech.
Ein stark flektiertes Neutrum: „Pech, Höllenfeuer“; eine Entlehnung aus lat. pix.
Der Flurname verweist auf einen meilerähnlichen Feldofen, in dem rohes Holz zu Pech gesotten wurde.
Die Belege für Pechbusch beziehen sich vermutlich auch auf einen Pechofen.